# مارك بوين
مارك بوين (بالإنجليزية: Mark Bowen)‏ (مواليد 7 ديسمبر 1963) هو لاعب كرة قدم. يلعب مع منتخب ويلز لكرة القدم منذ عام 1986.

## مسيرته الكروية
لعب مارك بوين خلال مسيرته الاحترافية مع 6 أندية في ثمانية عشر موسمًا وسجل خلالها 35 هدفًا ضمن 410 مباراة. ولم يفز بأي موسم بالكأس أو بالدوري.
خاض مارك بوين مسيرته مع نادي توتنهام هوتسبير في موسم 1983–84 ليلعب معه أربعة مواسم، مشاركًا في 17 مباراة سجل خلالها هدفين. ثم انتقل إلى نادي نورويتش سيتي في موسم 1987–88 ليلعب معه تسعة مواسم، حيث شارك في 320 مباراة سجل خلالها 29 هدفًا. لينتقل بعدها إلى نادي وست هام يونايتد في موسم 1996–97 لمدة موسم واحد، مشاركًا في 17 مباراة سجل خلالها هدفًا واحدًا. ثم انتقل إلى نادي شيميزو إس-بولس ما بين عامي 1997 و1998 لمدة موسم واحد، مشاركًا في 7 مباريات سجل خلالها 3 أهداف. هذا وانتقل لاحقًا إلى نادي تشارلتون أثلتيك في موسم 1997–98 ولمدة موسمين، مشاركًا في 42 مباراة ولم يسجل أي هدف. ثم انتقل بعدها إلى نادي ويغان أتلتيك في موسم 1999–00 لمدة موسم واحد، مشاركًا في 7 مباريات ولم يسجل أي هدف أيضًا.

## وصلات خارجية
- مارك بوين على موقع الاتحاد الدولي (مؤرشف)  (الإنجليزية)
- مارك بوين على موقع رابطة كرة القدم اليابانية للمحترفين (اليابانية)
- مارك بوين على موقع قاعدة بيانات كرة القدم.إي يو (الإنجليزية)
- مارك بوين على موقع ناشيونال فوتبول تيمز (الإنجليزية)
- مارك بوين على موقع Soccerbase.com (لاعب) (الإنجليزية)
- مارك بوين على موقع Soccerway.com (الإنجليزية)
- مارك بوين على موقع عالم كرة القدم.نت (الإنجليزية)
- National Football Teams